# Valentin de Pardieu
Valentin de Pardieu, seigneur de La Motte, comte d'Esquelbecq, né vers 1529 à Saint-Omer et mort le 16 juillet 1595 au siège de Doullens, est un militaire français ayant servi la Couronne espagnole.

## Biographie

### Famille
Valentin de Pardieu vient d'une branche cadette des barons de Boutteville et d'Escotigny de la famille de Pardieu. Son père, Jean de Pardieu, obtient de Charles Quint la seigneurie de La Motte (près de Lumbres) pour ses services militaires rendus lors du siège de Thérouanne. Sa mère se nomme Antoinette Duprey.

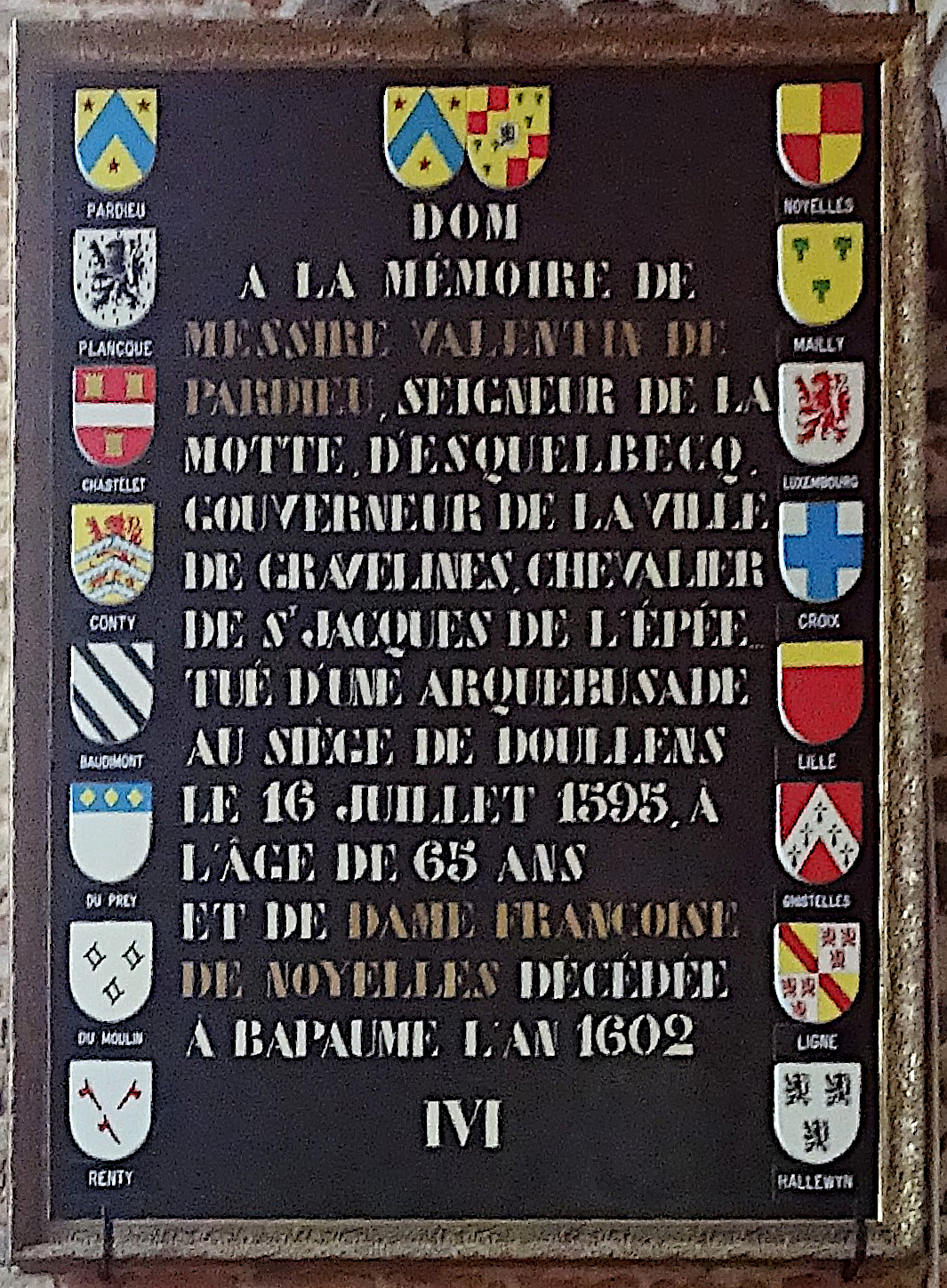
Plaque commémorative en l'église Saint-Folquin d'Esquelbecq

En 1563, il épouse Anne de la Porte, décédée en 1580. En 1581, il épouse en secondes noces Françoise de Noyelles. Il meurt sans laisser d'héritiers et lègue la terre et seigneurie d'Esquelbecq à son neveu Philippe Le Vasseur, seigneur de Guernonval en Artois.

### Carrière militaire

#### Au service de l'Espagne
Valentin fait ses premières armes sous Adrien de Croÿ et accompagne son père dans ses campagnes, notamment au siège de Thérouanne (1553). 
En 1567, il se trouve sur l'île de Walcheren, lorsque Marguerite de Parme lui enjoint de marcher avec ses troupes, sous les ordres de Philippe de Lannoy, pour empêcher les dévastations de Jacques de Marnix, seigneur de Thoulouze, dans la région d'Anvers. 
L'année suivante, il est chargé par Maximilien Vilain, gouverneur de la Flandre française, de remettre de l'ordre dans la région de Gravelines, dévastée par des bandes indisciplinées. Il œuvre également à mener une expédition punitive contre les Gueux en Flandre française, dans la région d'Hondschoote-Worhmout.

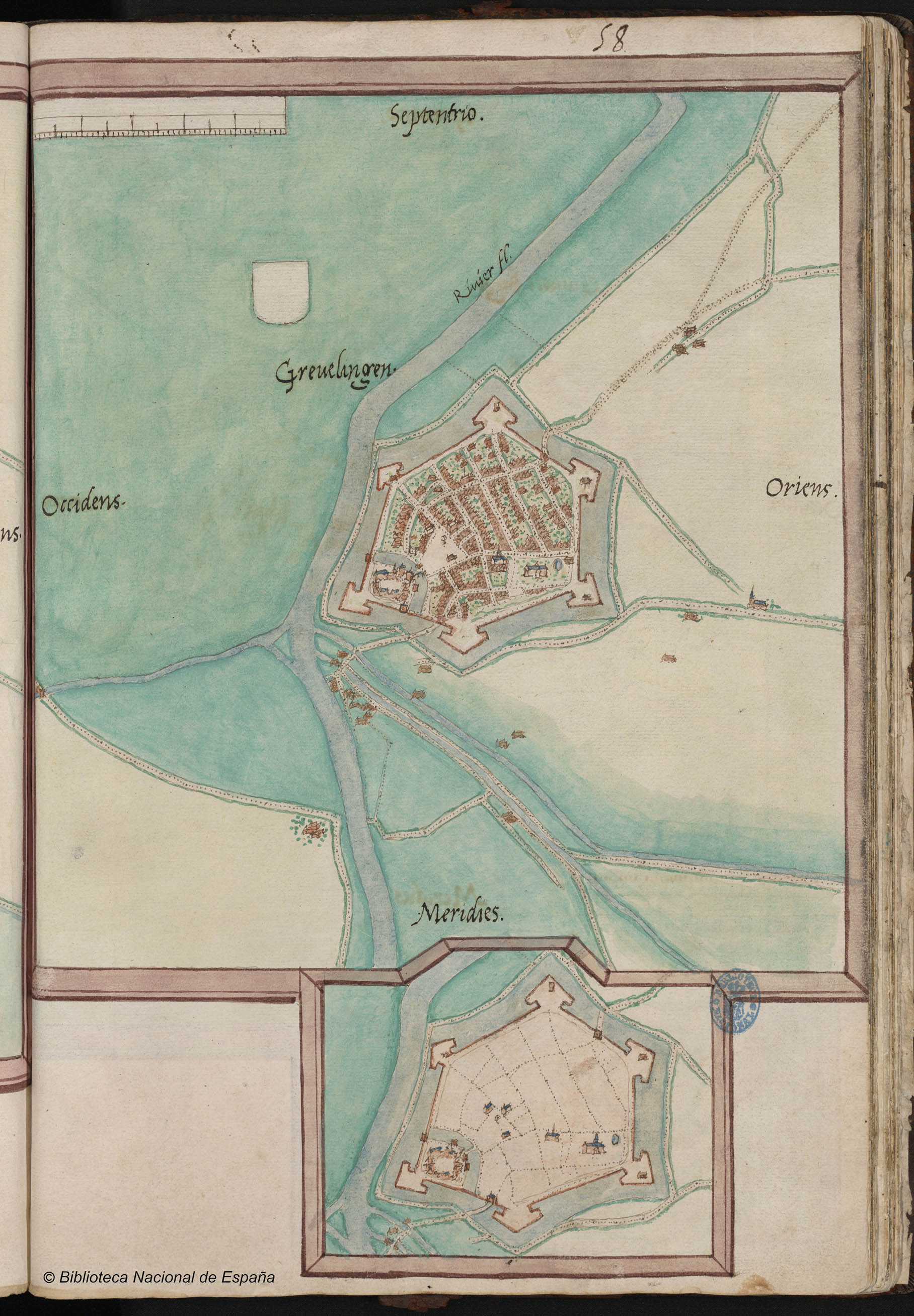
Carte de Gravelines par Jacob van Deventer (1545), ville dont Valentin de Pardieu est le gouverneur

En 1573, il est blessé au siège de Haarlem : en récompense de sa bravoure, La Motte est nommé aux fonctions de grand-maître de l'artillerie, laissées vacantes par la mort de Jacques de la Cressonnière, dont il récupère également les titres de gouverneur de la ville et du château de Gravelines (1574).

#### Au service des États généraux des Provinces-Unies
Jusqu'alors fidèle au parti espagnol, Valentin de Pardieu embrasse le parti des confédérés, ainsi que de nombreux nobles, tels les Lalaing, les Mérode ou les Croÿ. En 1575 et 1576, il s'attèle au renforcement des fortifications de Gravelines, que projetterait d'attaquer le duc de Guise.  
Le 5 mars 1576, Requesens meurt sans laisser de successeur : le Conseil des États assume alors le gouvernement des Pays-Bas espagnols au nom de Philippe II. Pourtant, le Conseil convoque les États généraux, qui décrètent l'expulsion des troupes espagnoles qui se sont mutinées. Celles-ci réagissent en mettant Anvers à sac le 4 novembre 1576.  
Fin 1576, La Motte commande l'artillerie au siège du château de Gand, qui se conclut trois jours après la signature de la Pacification de Gand. Ensuite, Pardieu est mandé par les États généraux à prendre le commandement des troupes du camp de Wavre avec le comte de Lalaing et le marquis de Gand. Le 5 novembre, il est nommé maréchal de camp, en remplacement du seigneur de Gougnies, fait prisonnier par les Espagnols et enfermé au château d'Anvers. À l'été 1577, le seigneur de Gougnies est relâché par les Espagnols et reprend ses fonctions de maréchal de camp ; Valentin de Pardieu peut rejoindre sa ville de Gravelines, où il est chargé de fortifier le West-quartier afin de se défendre contre une attaque des Français.  
En 1577, la même année où l'archiduc Mathias est appelé par les États généraux à devenir gouverneur des Pays-Bas, Don Juan d'Autriche, envoyé dans les Flandres l'année précédente par son demi-frère le roi Philippe II d'Espagne, s'empare du château de Namur. Les États généraux font alors avancer leurs troupes jusqu'à Temploux, non loin de Namur, pour empêcher Don Juan de recevoir des renforts de Charles de Mansfeld. Finalement, des renforts espagnols arrivent en janvier 1578, et l'armée des États généraux est largement défaite lors de la bataille de Gembloux. Il existe des doutes sur la présence de La Motte à cette déroute, mais il semble bien avoir pris part aux combats à la tête de l'artillerie. Après la défaite, le conseil d'État et les États généraux se retirent à Anvers, et Valentin de Pardieu retourne à Gravelines.

#### De nouveau au service de l'Espagne
Peu après, déçu par le traitement réservé aux soldats des États, par l'accueil qu'il reçoit en traversant les villes de Gand et de Nieuport de la part des partisans du prince d'Orange, résolu aussi à ignorer les appels du pied de l'archiduc Mathias, il rallie la cause espagnole et devient une des figures de proue des Malcontents.  
Il défend notamment les intérêts de Philippe II contre les menées de François de La Nouë, capitaine français au service des États généraux. Ceux-ci déclarent de Pardieu rebelle et traitre à la patrie le 9 mars 1579.  
Il négocie aussi avec Montigny, qu'il parvient à attirer au parti de la couronne d'Espagne. Cette nouvelle défection dans le camp des États généraux est officialisée par le traité de Mont-Saint-Éloi le 18 avril 1579 et sera suivie quelques semaines plus tard par le fameux traité d'Arras, par lequel le comté d'Artois, celui de Hainaut et la ville de Douai se placent sous l'autorité de Philippe II et d'Alexandre Farnèse.  

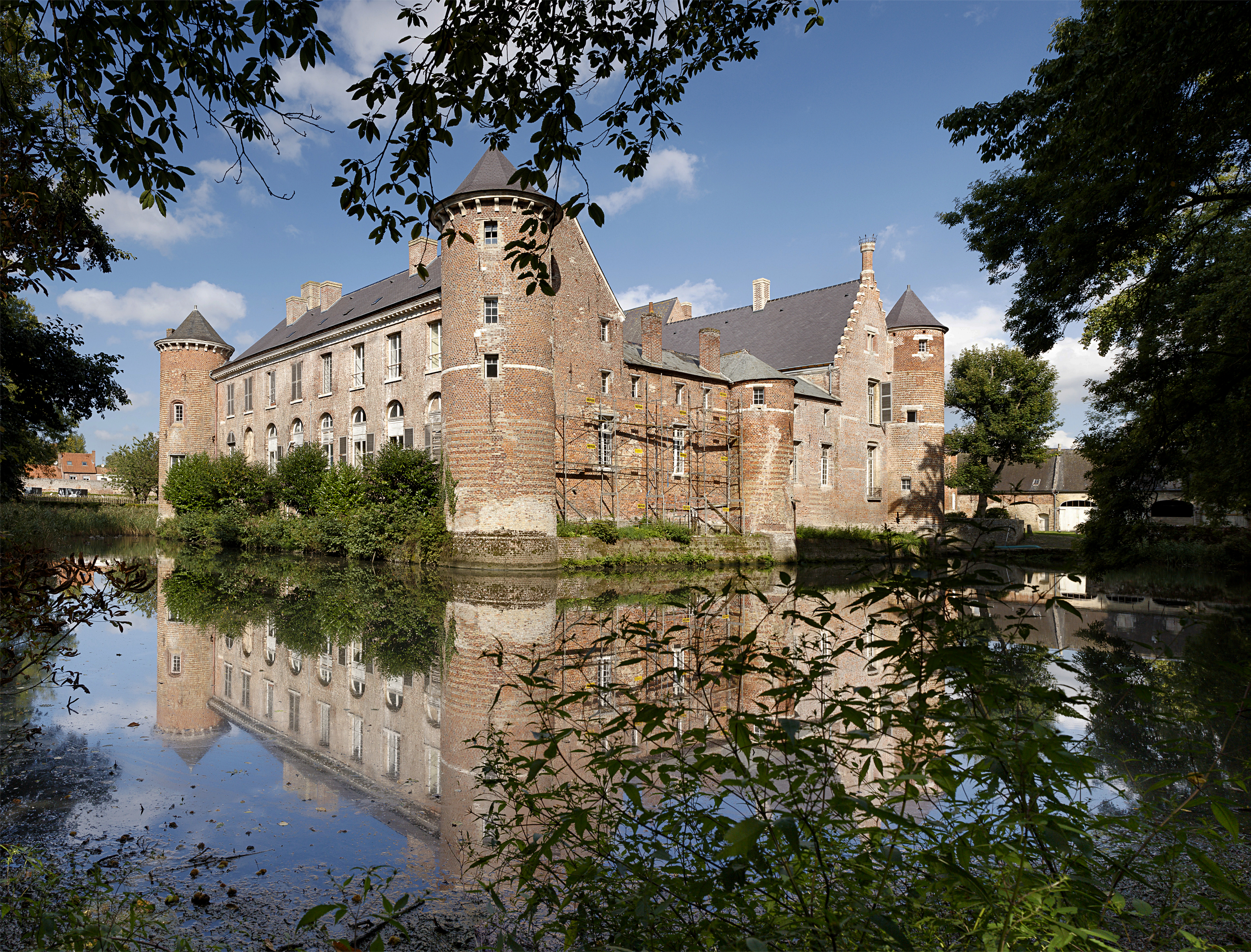
Le château d'Esquelbecq, embelli par Valentin de Pardieu

En plus de ces succès diplomatiques, Valentin de Pardieu est aussi actif sur le plan militaire : siège du château d'Esquelbecq, prise d'Hondschoote, du château de Warneton puis de Bouchain. Il participe brièvement au siège de Cambrai, puis défend la ville de Bourbourg. En 1582, il participe au siège d'Audenarde, s'empare de Dunkerque, Nieuport, Furnes, Bergues, Dixmude, Menin, etc. Dans le cadre du siège d'Anvers mené par le duc de Parme, il fait l'assaut d'Ostende en 1585, qui se solde par un retentissant échec et une blessure à la main.  
En février 1584, il acquiert le château et la seigneurie d'Esquelbecq.  
En 1587, il participe au siège de L'Écluse (en), où il est blessé par plusieurs coups d'arquebuses à la jambe et surtout au bras droit, qu'il faudra amputer.       
Il poursuit tout de même sa carrière militaire et succède même à Charles de Mansfeld en tant que Capitaine général de l'artillerie des Pays-Bas. À ce titre, on le retrouve, entre autres, dans l'expédition du duc de Parme pour secourir Paris dont cherche à s'emparer Henri IV (1590), au siège de Nimègue (nl) (1591) ou encore à la prise du château et de la ville de Huy (1595).       
En 1592, il fonde à Douai le collège ou séminaire de La Motte.       

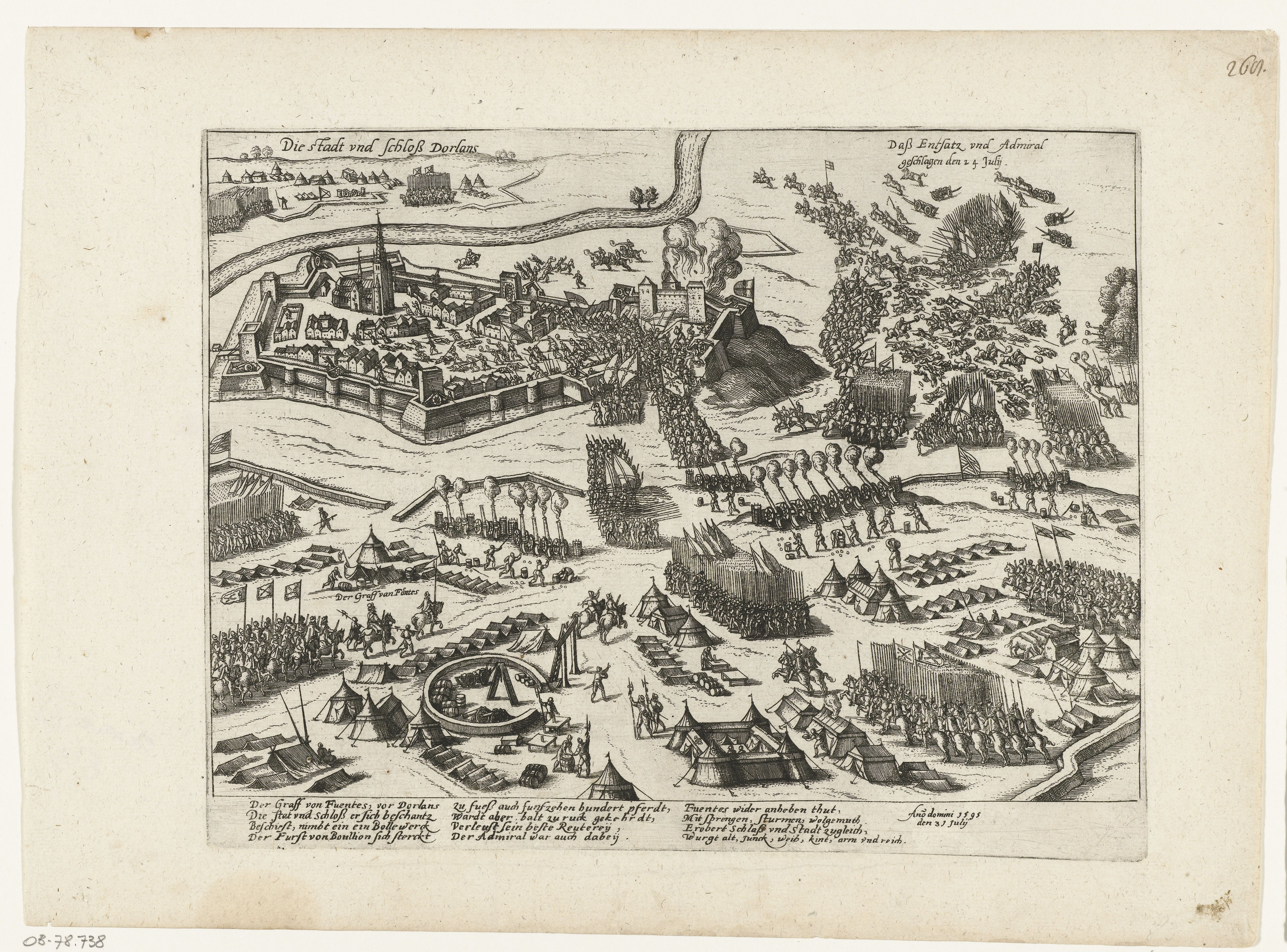
Le siège de Doullens où Valentin de Pardieu trouve la mort

En 1595, le comte Fuentes, gouverneur des Pays-Bas, décide d'assiéger la ville de Cambrai, défendue par son gouverneur Balagny. Pour y parvenir, il dirige d'abord ses troupes vers la place forte du Catelet, où La Motte commande l'artillerie lors du siège, puis vers Doullens pour en faire le siège. Parti en reconnaissance la nuit du 16 juillet 1595, Valentin de Pardieu, qui venait d'être créé comte d'Esquelbecq par Philippe II, reçoit un coup de mousquet dans l'œil et meurt sur le coup.

## Caractère
Bien que par sa bravoure et sa perspicacité il fût monté des rangs inférieurs aux plus hautes dignités, et même élevé au rang de comte, on le dit orgueilleux et cruel, principalement envers les calvinistes.

## Armoiries et devise
| Blason | Blasonnement : D'or au chevron d'azur accompagné de trois étoiles de gueules. |

La devise de Valentin de Pardieu est : « Vaincre ou mourir ».

## Hommages
La dépouille mortelle de Valentin de Pardieu est d'abord transportée à Arras, puis dans l'église Notre-Dame de Saint-Omer, et enfin dans l'église Saint-Willibrord de Gravelines, où un monument en marbre surmonté d'une statue est érigé en son honneur. Ce monument a été détruit en 1793.
Une plaque commémorative (deo optimo maximo) est dédiée à Valentin de Pardieu en l'église Saint-Folquin d'Esquelbecq, qu'il avait dotée d'un carillon de douze cloches en 1586,.

### Portrait
Le musée de Versailles possède le portrait d’un anonyme, dit de Valentin de Pardieu, daté de 1579 et armorié ; il s'agirait en fait d'un portrait du xviie siècle de Pierre Dervillers, anobli le 10 juillet 1596.